# Ernest Akubuor Debrah
Ernest Akubuor Debrah (* 3. Juni 1947 in Tanoso; † 6. April 2016 in Adenta) war ein ghanaischer Politiker. In der Regierung von Präsident John Agyekum Kufuor war Debrah Minister für Ernährung und Landwirtschaft.
Debrah wurde in Tanoso in der Brong Ahafo Region geboren. Er ging in Sunyani in die Secondary School zwischen 1961 und 1966 und schrieb sich später in Cape Coast am Ghana National College ein. Im Jahr 1968 schloss er hier sein Studium mit dem Advanced Level Certificate ab. Zwischen 1968 und 1972 studierte Debrah an der Kwame-Nkrumah-Universität für Wissenschaft und Technologie (Kwame Nkrumah University of Science and Technology) in Kumasi Land Economy und schloss mit dem Bachelor (Hons.) ab.
Ab 1972 arbeitete Debrah in Sunyani im Amt für Landwirtschaft (Lands Department) als Berater der Regierung sowie der lokalen Institutionen. Zwischen 1977 und 2000 war Debrah in der Social Security Bank Ltd (SSB) (Jetzt SG-SSB) tätig. Hier stieg er bis zum Vorsitzenden Manager (Chief Manager) auf.
Zwischen Februar 2001 und Januar 2004 war er in der ersten Amtszeit von Präsident Kufuor Regionalminister der Brong Ahafo Region und zwischen Februar 2004 und Januar 2005 war er Regionalminister für die Northern Region. Im Februar 2005 ernannte ihn Präsident Kufuor in der zweiten Amtszeit zum Minister für Ernährung und Landwirtschaft (Food & Agriculture).
Debrah war verheiratet und hatte fünf Kinder.